# Ушастые совы
Уша́стые со́вы (лат. Asio) — род птиц семейства совиных.

## Описание
Лицевой диск чёткий, радужина жёлтая или оранжевая. Длина тела — 30–46 см. Узкие и длинные крылья, вершину которых составляют второе и третье маховые перья; в сложенном состоянии концы крыльев заходят за конец хвоста. Ушные отверстия крупные, прикрыты несимметричной кожистой складкой. Ноги оперены до когтей. Перьевые «уши» хорошо развиты не у всех видов рода.
Охотятся на открытых полях или лугах, ловя в основном грызунов, других мелких млекопитающих и некоторых птиц .

## Виды
В состав рода включают 9 видов:
- Asio otus — ушастая сова
- Asio flammeus — болотная сова
- Asio stygius — центральноамериканская ушастая сова
- Asio abyssinicus — абиссинская ушастая сова
- Asio capensis — африканская ушастая сова
- Asio madagascariensis — мадагаскарская ушастая сова
- Asio clamator — полосатая сова
- Asio grammicus Gosse, 1847 — Ямайская совка
- Asio solomonensis — Соломонская ушастая сова

## Ареал
Болотная и ушастая совы широко распространены по всем континентам, за исключением Австралии. В северных районах это перелётные, в южных — оседлые птицы.
В Африке южнее Сахары водятся африканская ушастая сова и Asio abyssinicus. Мадагаскарская ушастая сова — эндемик Мадагаскара. Центральноамериканская ушастая сова населяет Центральную и Южную Америку.

## Галерея

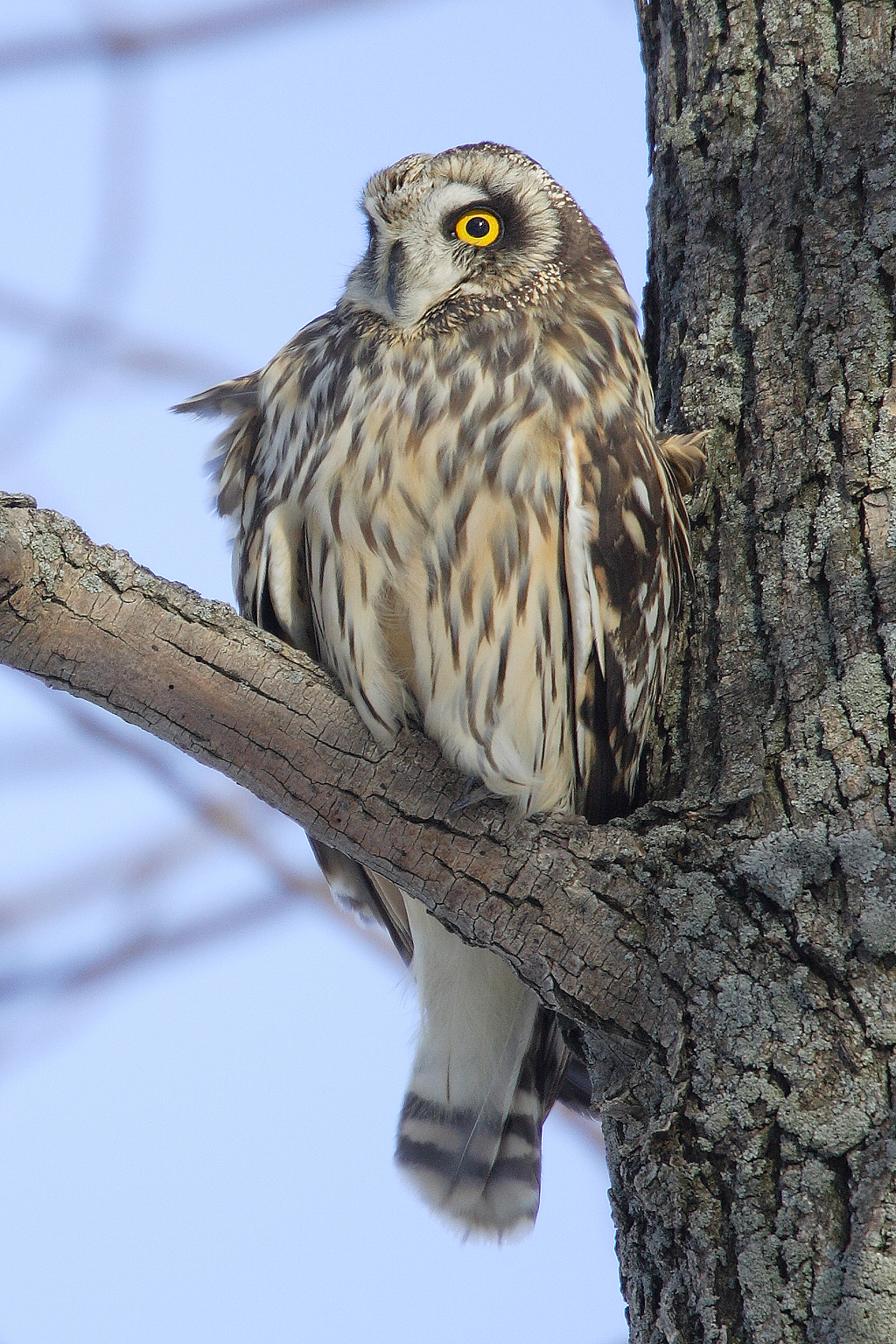
Болотная сова
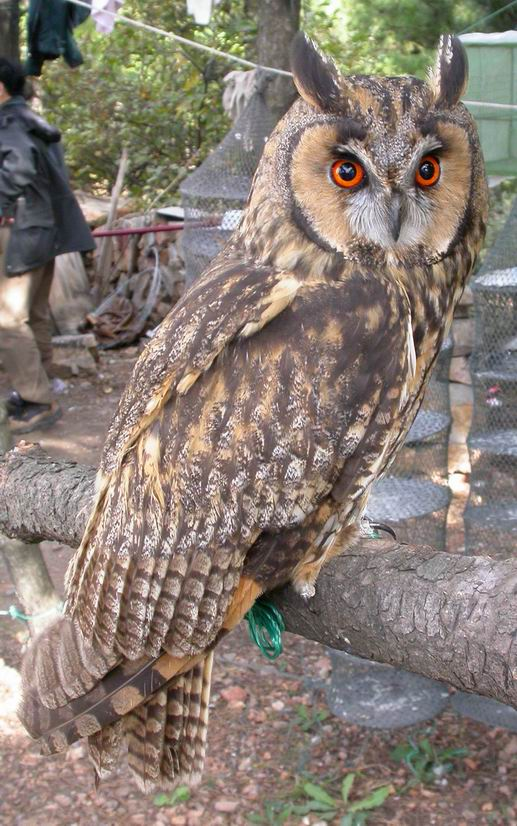
Ушастая сова
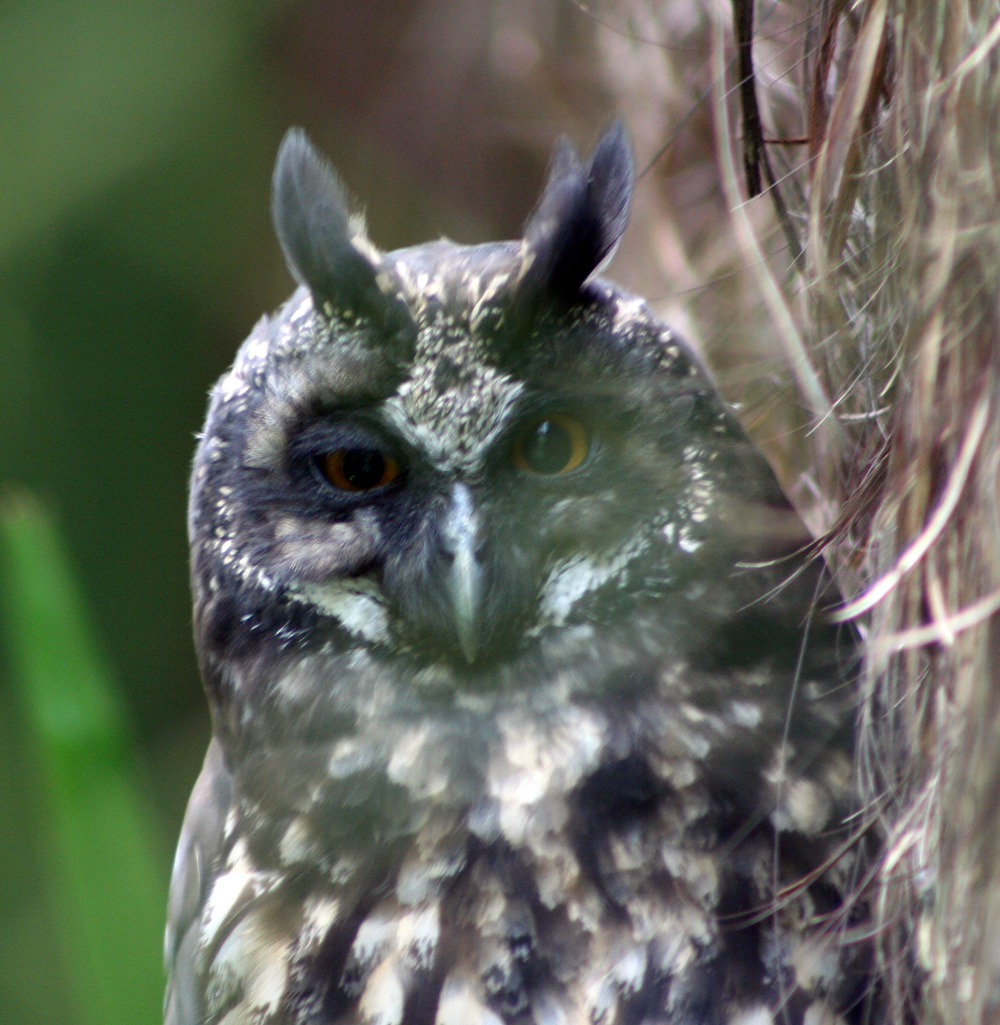
Центральноамериканская ушастая сова
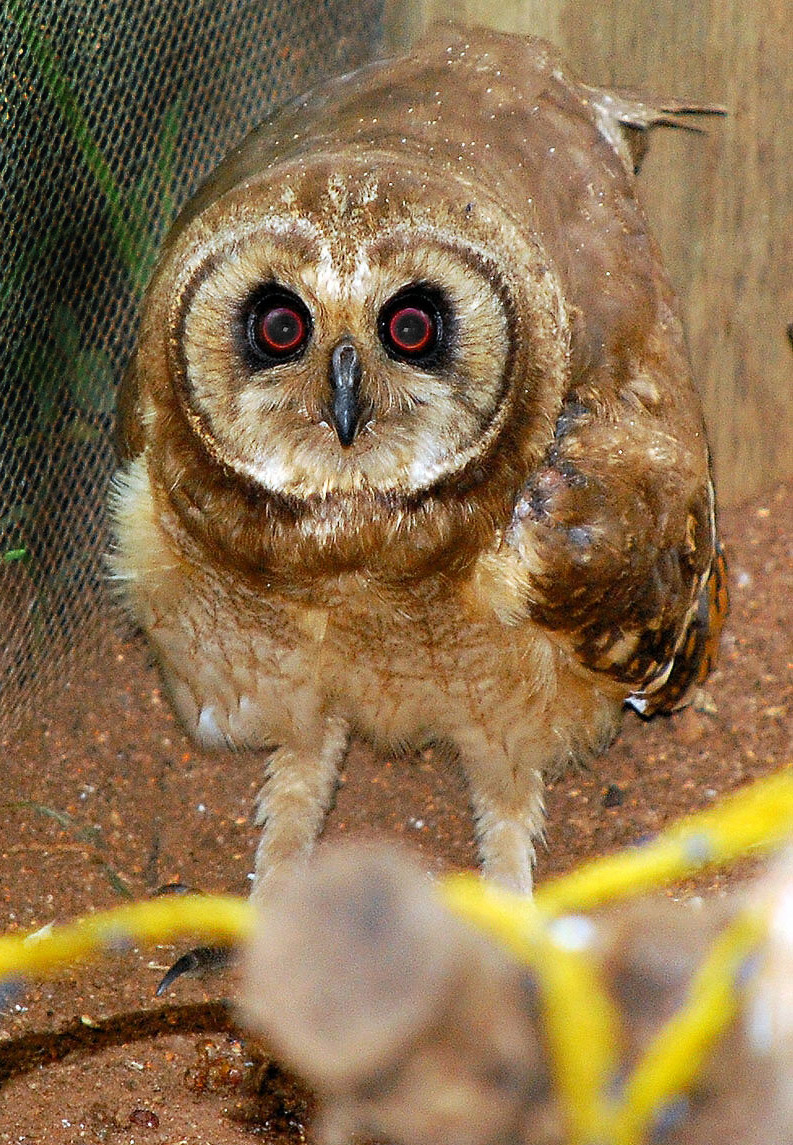
Африканская ушастая сова